# Zhang Henshui
 (mai 2018).
Zhang Henshui (chinois simplifié : 张恨水 ; pinyin : zhāng hènshuǐ ; Wade : Chang Hen-shui), né le 18 mai 1895 à Nanchang et mort le 15 février 1967 à Pékin, est le nom de plume de Zhang Xinyuan (张心远), romancier populaire et prolifique chinois.
Il a publié plus de 100 romans au cours de ses 50 ans de création littéraire.

## Biographie
Né et élevé à Nanchang, Zhang déménage à Qianshan dans la province d'Anhui, à l'âge de 16 ans, après la mort de son père. Là-bas, il vit dans la maison ancestrale de sa famille. Passionné par la littérature classique vernaculaire (baihua) depuis sa jeunesse, il commence à composer dans la veine de zhanghui xiaoshuo (章回小说), des romans écrits en langue vernaculaire à l'aide de poésie chinoise classique. Il commence à travailler pour la presse en 1918 en tant que rédacteur et continue à écrire des romans pour le plaisir. Le premier de ses romans parus sous forme de feuilleton est Une Nostalgie de la Chanson pour les Pays du Sud (南国相思谱, Nanguo xiangsi pu, 1919). Après son départ pour Pékin, en 1919, pour travailler en tant que rédacteur en chef du journal, l'Histoire Officieuse de Pékin (春明外史, Chunming Waishi, 1929), est paru en feuilleton entre 1924 et 1929. Cette oeuvre connait un énorme succès qui a placé Zhang parmi les personnalités prééminentes de la littérature chinoise à succès de sa génération.
Ses chefs-d'œuvre La Saga d'une famille noble ou Une Famille de Distinction (金粉世家, Jinfen shijia, 1927-32) et Sort dans les Larmes et le Rire (啼笑因缘, Tixiao Yinyuan, 1930) étaient beaucoup plus structurés que ses précédents livres. Au sommet de sa popularité, il travaillait sur six romans feuilleton parallèlement à ses carrières d'éditeur et d'homme de presse.
En 1931, Zhang Henshui fonde l'école de beaux arts Beihua avec les revenus de ses écrits. Des peintres célèbres tels que Qi Baishi, Xu Beihong et Li Kuchan ont été instructeurs de l'école. Cette année-là, les Japonais ont envahi et les provinces de l'Est sont tombées. Afin d'exprimer sa colère, il ajoute un contenu anti-guerre à son roman Fleur de la Paix qui a été publié en feuilleton. C'était sa première œuvre pour encourager la résistance à la guerre. Après cela, une série d'ouvrages anti-guerre ont été publiés. En 1932, il a également publié un recueil de nouvelles prônant la résistance à la guerre.
La quatrième de ses œuvres majeures, Quatre-vingt-Un Rêves (八十一梦, Bashiyi meng), a été publiée en 1941. Ce livre, peut-être le roman plus représentatif des années 1940 a lieu lors de la guerre de Résistance contre le Japon. Il utilise la satire des paraboles et des descriptions de rêves, la corruption de la bureaucratie. Souffrant d'un avc en 1949, Zhang a temporairement perdu la capacité de marcher, mais il continue à écrire.
On estime que, tout au long de sa vie Zhang a écrit un total de près de 30 millions de caractères chinois dans plus de 110 romans. Ses œuvres sont traversées par des dialogues réalistes, souvent des personnes de différentes couches sociales, et qui ont donc été très populaires parmi le public chinois dans les années 1920-1940.
Il est mort d'une hémorragie cérébrale en 1967 à Pékin.

### Biographie
- Thomas Michael McClellan, Zhang Henshui and Popular Chinese Fiction, 1919- 1949, Edwin Mellen Press, 2005
- William A. Lyell, Shanghai Express: A thirties novel, Honolulu: University of Hawaii Press, 1997.